# Suicide
Pour les articles homonymes, voir Suicide (homonymie).
Vous n'êtes pas seul(e). Si vous avez des pensées suicidaires, il existe dans chaque pays des associations ou organismes d'écoute et d'aide, que vous pouvez contacter par téléphone (généralement 24 heures sur 24, 7 jours sur 7, de manière anonyme). En France : 3114 ; en Belgique : 0800 32 123 ; en Suisse : 143 ; au Québec : 1-866-APPELLE (1-866-277-3553). En cas d'urgence absolue, contactez par téléphone les services de secours (police, pompiers…) de votre pays.
 Mise en garde médicale
Le suicide (du latin « suicidium », terme composé du préfixe « sui » signifiant « soi », et du verbe « caedere » signifiant « tuer ») est l’acte délibéré de mettre fin à sa propre vie.
À l'échelle mondiale, plus de 800 000 personnes se suicident chaque année, dont environ 3 sur 10 par ingestion intentionnelle de pesticides. C'est, selon l'Organisation mondiale de la santé (OMS), la treizième cause de mortalité dans le monde, tous âges compris, et parmi les premières causes de mortalité chez les jeunes,. Les tentatives de suicide sont estimées entre dix et vingt millions chaque année dans le monde.
Le suicide est étudié par les sciences de la psychologie, sociologie et de suicidologie. Il peut être compris comme résultant de problèmes psychologiques. Les causes en sont le désespoir accompagné de solitude ou d'isolement social, et souvent un trouble psychique tel que la dépression, le trouble bipolaire, la schizophrénie, l'alcoolisme ou l'abus de substances. Des facteurs de stress tels que les problèmes financiers ou des problèmes dans les relations humaines jouent souvent et également un rôle significatif. Le suicide varie en fonction de nombreux facteurs sociologiques comme l'anomie (désintégration sociale), la pauvreté, les taux de chômage, les crises économiques, etc. Les taux de suicide varient en fonction des croyances religieuses. La prévalence du suicide diffère énormément selon les genres et l'âge. Dans les pays occidentaux, elle est souvent de trois à quatre fois plus élevée chez les hommes que chez les femmes, tandis que la tendance est inverse en Chine,.
Depuis 1953, des réseaux d'assistance se sont mis en place pour aider les personnes tentées par le suicide, sous forme de numéros d'urgence joignables par téléphone ou par internet. Des programmes de prévention du suicide sont mis en place dans de nombreux pays et leurs coûts et performances sont évalués. Dans le domaine médical, le suicide assisté pose des problèmes éthiques et n'est autorisé que dans un nombre limité de pays. La question du suicide pose des questions philosophiques, religieuses et politiques. Les religions abrahamiques considèrent que le suicide est une offense envers Dieu[réf. nécessaire].
Le suicide, ses causes et son impact, est un sujet représenté dans les arts et la littérature. Il est également assez fréquemment interprété dans la chanson française.

## Étymologie
Le substantif masculin, « suicide » est formé, d'après « homicide », du latin sui (« de soi »), génitif du pronom personnel réfléchi se (« se, soi ») et du suffixe « -cide », du verbe latin caedere. Bien que le phénomène soit très ancien, l'origine du mot « suicide » est récente. Sa paternité est souvent attribuée à un écrit de l'abbé Desfontaines en 1737 (Observations sur les écrits modernes, t. XI, p. 299) mais dès 1734, l'abbé Prévost parle de suicide dans sa gazette Pour et Contre, ce néologisme latin semblant même avoir été utilisé dès le XVIe siècle par les casuistes pour contrebalancer le mot homicide utilisé jusque-là et jugé trop fort. Voltaire (qui publie, en 1739, Du suicide ou de l'homicide de soi-même) et les encyclopédistes acceptent ce néologisme et le diffusent. Il est adopté par des jurisconsultes, comme Daniel Jousse, qui feront désormais coexister les deux termes au niveau juridique.
En psychiatrie, le terme tentative d’autolyse peut être employé à la place de tentative de suicide.

## Histoire de l'étude du suicide par la médecine et les sciences
L'étude du suicide commence au XIXe siècle et est dominée par deux courants. L'un de ces courants est celui de la médecine et des débuts de la psychiatrie, le second sera celui de la sociologie.

### Médecine duXIXesiècleet débutXXesiècle
En France en 1838, le médecin Jean-Étienne Esquirol considère que la réaction suicidaire est tellement répandue chez les personnes souffrant de maladies mentales, qu'elle peut être considérée comme un symptôme psychopathologique. L'instinct de conservation est considéré comme normal et son altération est considérée comme un signe d'une pathologie. Cette théorie est reprise par la grande majorité des psychiatres. Pour certains auteurs, les suicidants ne sont pas forcément tous des malades, néanmoins, lors de l'acte suicidaire, ils se trouvent dans un état émotionnel ou affectif pathologique.
Selon l'historien Jean Starobinski, depuis la médecine d'Hippocrate, il existe au moins deux formes de suicide décrites par des expressions diverses : « Les images du suicide, dans la culture de l'Occident, oscillent entre deux types extrêmes : d'un côté, le suicide accompli en pleine conscience, au terme d'une réflexion où la nécessité de mourir, exactement évaluée, l'emporte sur les raisons de vivre ; à l'opposé, l'égarement démentiel qui se livre à la mort sans penser la mort. Les deux exemples antithétiques pourraient se nommer Caton et Ophélie ». La clinique moderne décèle la plupart du temps un mélange des deux types : « On voit fonctionner des formes mixtes, c'est-à-dire celles où raison et déraison se mêlent et se confondent, sans qu'il soit possible de départager ». L'entité psychiatrique la plus souvent invoquée est la dépression et ses différentes formes dont le délire mélancolique ou le raptus suicidaire, qui est une manifestation impulsive liée à une frustration majeure, un mouvement violent incontrôlé, en d'autres termes, pour reprendre la distinction précédente, à une fureur de déraison.

### Sociologie duXIXesiècleet débutXXesiècle
Émile Durkheim, un des fondateurs de la sociologie, publie en 1897 le livre Le Suicide où il analyse ce phénomène sous un angle social et par une approche statistique. Son approche est totalement nouvelle : il dégage des régularités statistiques sur un phénomène considéré alors comme relevant seulement de la décision individuelle. Il défend l'idée que la désintégration sociale est la cause première véritable du suicide. Inspiré des travaux de Durkheim, le sociologue Maurice Halbwachs interprète également les taux de suicide dans le contexte général des sociétés et civilisations, parlant de « courants collectifs suicidogènes » qui agissent de plusieurs façons : désintégration du groupe social (suicide égoïste) ; surintégration sociale (suicide altruiste, en particulier dans les sociétés primitives) ; dislocation du groupe social (crises politiques ou économiques) ou insuffisance de cohésion sociale (suicide anomique) ; excès de réglementation sociale (suicide fataliste, chez les esclaves en particulier).

### Psychologie de l'après-guerre
Tandis que cette approche semble opposée à celle de la psychiatrie et de la tradition clinique, ces deux théories sur le suicide sont synthétisées dans l'ouvrage de Deshaies sur le suicide en 1947. Une théorie psychologique du suicide voit alors le jour, intégrant les méthodes statistiques et les observations cliniques, pour envisager le suicidant sous plusieurs dimensions, physique, psychique et sociale.

### Suicidologie
La suicidologie est, depuis 1969, l'étude des comportements suicidaires et la prévention du suicide. Les approches sont celles de la psychologie et de la sociologie. Le psychologue américain Edwin Shneidman est considéré comme le fondateur de cette discipline avec la fondation en 1958 aux États-Unis d'un premier centre de recherche scientifique voué à l'étude du suicide et à sa prévention.
En psychiatrie contemporaine, les pensées suicidaires, la tentative de suicide ou le suicide, ne sont pas considérés comme des troubles psychiatriques. Ainsi le manuel de diagnostic psychiatrique DSM-5 ne donne pas de code spécifique aux conduites suicidaires. Cette absence de prise en compte sur le plan psychiatrique contraste avec le fait que les conduites suicidaires sont la première raison des hospitalisations d'urgence en psychiatrie hospitalière (cf. controverses scientifiques ci-dessous). De fait, les conduites suicidaires sont considérées comme des conséquences ou complications d'autres troubles mentaux, et non comme des troubles mentaux spécifiques.

## Épidémiologie du suicide

### Par pays
L'épidémiologie du suicide vise à connaître la répartition et les moyens de suicide dans les populations, dans le but de mettre en place des moyens de prévention. L'Organisation mondiale de la Santé recueille ces données et étudie les différences entre les pays et leurs programmes de prévention.
Globalement, les taux de suicide sont en augmentation dans le monde. Ils varient significativement selon le pays, le sexe, l'âge ou bien les facteurs religieux et culturels. L'Europe est la région du monde la plus touchée par le suicide. Les taux les plus élevés relevés en Europe de l'Est et en Russie sont suivis par des régions insulaires comme le Sri Lanka, Cuba, le Japon ou encore l'île Maurice. Les régions les moins touchées par le suicide sont la Méditerranée orientale et les pays d'Asie centrale, anciennement URSS. Les hommes sont beaucoup plus touchés dans la plupart des pays du monde, à l'exception de la Chine. Le suicide tend à augmenter avec l'âge, mais des exceptions existent en fonction du sexe et de la région.

### Modes de suicides fréquents

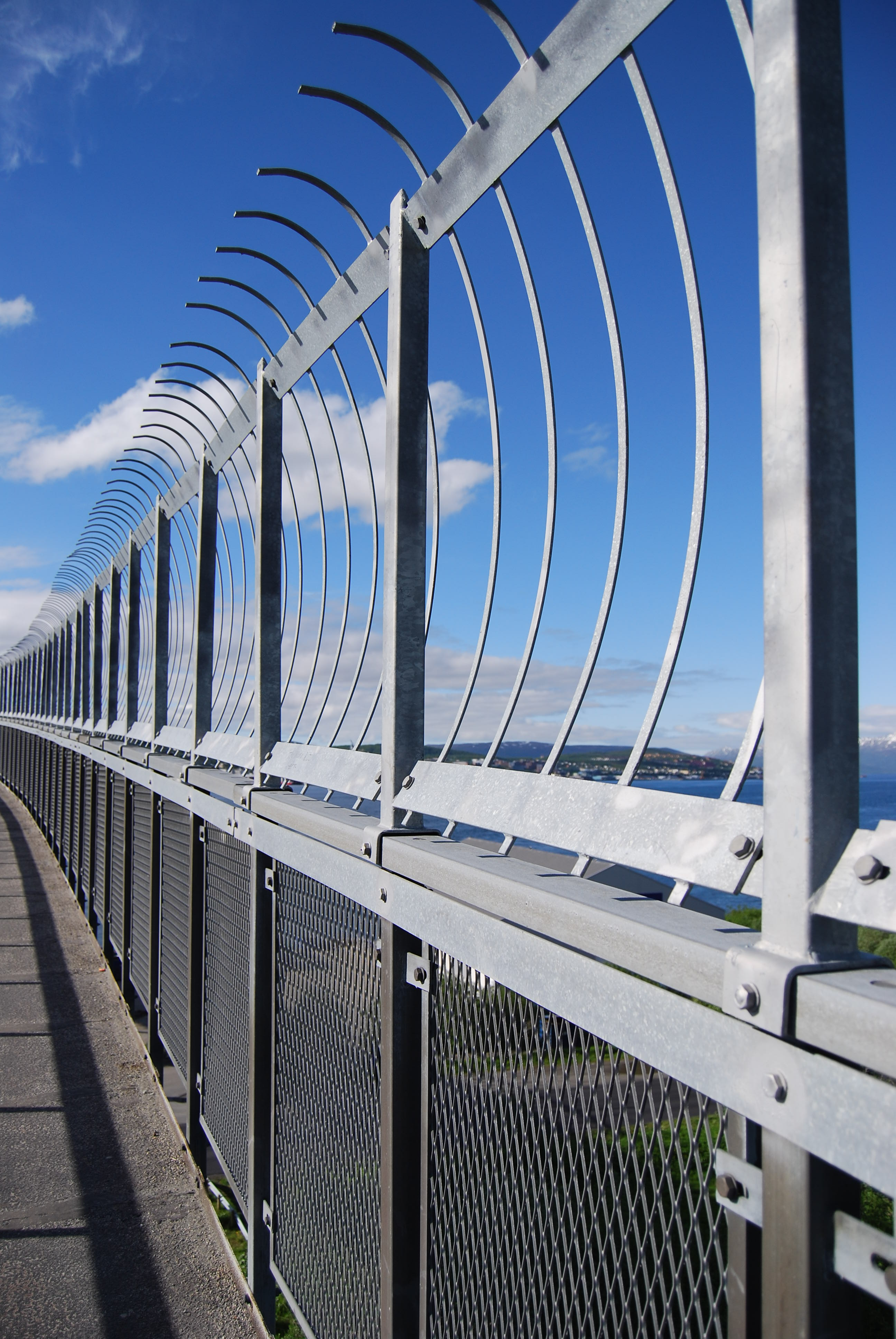
Clôture érigée pour prévenir les suicides sur le pont Tromsøbrua, Tromsø, Norvège.

Les méthodes employées par les personnes s'étant suicidées sont compilées par l'OMS afin de concevoir des stratégies efficaces de prévention du suicide,. L'empoisonnement par pesticide est courant dans de nombreux pays d'Asie et en Amérique latine ; l'empoisonnement médicamenteux est fréquent dans les pays nordiques et au Royaume-Uni. La pendaison est la méthode la plus utilisée dans l'est de l'Europe, tandis que l'on observe plus souvent le recours à l'arme à feu aux États-Unis et le saut d'un endroit élevé dans les grandes villes telles que Hong Kong. La noyade est aussi un mode assez usuel, connu dans la mythologie grecque, en référence à Égée, lequel donna son nom à la mer, où il se noya par désespoir, après avoir appris la mort de son fils, Thésée.

### Lieux
Les endroits au monde où ont lieu le plus de suicides sont les bois d'Aokigahara au Japon avec 30 morts par an en moyenne avec un pic de 105 morts en 2003, suivis du Pont du Golden Gate à San Francisco et des falaises de Beachy Head en Angleterre avec 20 morts par an en moyenne,. Le grand pont de Nankin sur le Yangtsé est le lieu où le plus grand nombre de suicides ont été effectués, avec une estimation de 2 000 suicides entre 1968 et 2006.

## Facteurs de risque et de protection du passage à l'acte suicidaire
Il existe un grand nombre de facteurs de risque liés au passage à l'acte suicidaire. Les modèles théoriques sur le suicide parlent de facteurs suicidogènes ou d'influences. Pour Bernard et al (2007), le facteur psychiatrique est le plus déterminant, se référant à diverses études qui concluent à une fréquence de trouble mental présent dans environ 90 % des cas de suicides.
L. Morasz et F. Danet identifient 8 secteurs de facteurs de risque : Sphère psychiatrique, économique, environnementale, sociale, familiale, biologique, historique et conjoncturelle.
Concernant les « facteurs de protection » (qui protègent du suicide), R. Everal et al.(2006) les situent au niveau des processus cognitifs, émotionnels, sociaux et liés à l'action.
La présence de pensées suicidaires est considérée comme un signe d'alerte de passage à l'acte. Deux composantes de la pensée suicidaire sont généralement identifiées comme étant : « désir et idéation » et « plan et préparation ». Anaes (2001), trouve l'idéation suicidaire dans 80 % des cas de pré-passage à l'acte. Différentes théories tentent d'expliquer ce constat, comme celle de Selby et al.(2008;2009) par un « modèle de la cascade émotionnelle ». Bien que l'association entre un passage à l'acte et une dysrégulation émotionnelle soit établie, certains passages à l'acte ne semblent pas être associés. Selon l'approche cognitiviste de S.C. Shea (2008) et M. Weishaar (1996), la pensée des suicidants présente des « pièges cognitifs » concernant la distorsion cognitive, la rigidité cognitive, un style d'attribution défaillant et une orientation de pensée. M. Berk et al (2004) identifient des conceptualisations erronées liées à des expériences précoces ou déclenchantes, des croyances centrales ou conditionnelles ainsi que des stratégies compensatoires et des pensées automatiques. Baumeister (1990) ajoute à cela sa théorie (de l'« Escape theory »), comme une configuration de passage à l'acte « comme échappatoire à une conscience de soi douloureuse et insoutenable ».

### Facteurs de risque psychiatriques
Les troubles mentaux sont présents lors de la crise suicidaire dans environ 80 % à 90 % des cas,,,.
La comorbidité augmente le potentiel suicidaire (Anaes, 2001), ainsi A. Wenzel et al. (2009) considère que « virtuellement, toutes les variables psychiatriques sont plus ou moins associées au risque suicidaire ». En particulier, les troubles de l'humeur sont le plus souvent associés à la suicidalité (G. Brown et al., 2000), la dépression majeure est présente dans 40-50 % des cas de suicides (F. Staikowsky et al., 2008 ; A. Wenzel et al., 2009) et le trouble bipolaire est également représenté, ainsi que les troubles de la personnalité, avec un risque plus élevé pour les troubles borderlines et antisociaux (P. Hardy, 2006 ; D. Black et al., 2004). Les troubles anxieux sont également représentés avec une prévalence pour l'anxiété sociale, le trouble anxieux généralisé et le SSPT (J. Cougle et al. 2009).
Une méta-analyse conduite en 1997 conclut que presque tous les troubles psychiatriques augmentent les risques de suicide, à l'exception des démences et du retard mental. Une méta-analyse portant sur les études basées sur l'autopsie psychologique des morts par suicide, estime que les abus de substance et les troubles psychiatriques conduisent à des risques de suicide élevés, comparés aux facteurs familiaux ou professionnels qui sont eux associés à des risques plus faibles.

#### Caractéristiques psychiatriques
- Troubles de l'humeur et états dépressifs

La dépression psychiatrique (qui fait partie des troubles de l'humeur dans la nosographie psychiatrique) est le premier trouble psychiatrique fortement lié au suicide (aux côtés de, mais indépendamment de l'alcoolisme). La dépression est associée au désespoir qui entraîne une intense douleur morale. Le risque de passage à l'acte est particulièrement élevé durant les premières étapes de la maladie chez les individus atteints de dépression majeure ou le trouble bipolaire. Or la dépression est l'un des troubles mentaux les plus communément diagnostiqués,. 17,6 millions d'Américains en sont affectés chaque année, soit approximativement un individu sur 19 ; en Europe de l'Ouest, la prévalence de la dépression est de 13 % (vie) et 4 % (année).
- Comportements d'automutilation

Nock et Kessler (2006), insistent sur la distinction entre la tentative de suicide et les gestes suicidaires, décrits comme des « blessures autoinfligées ». Cependant, la crise suicidaire et l'automutiliation sont tous deux liés à la dépression clinique[source insuffisante].
- Alcoolisme et abus de substances

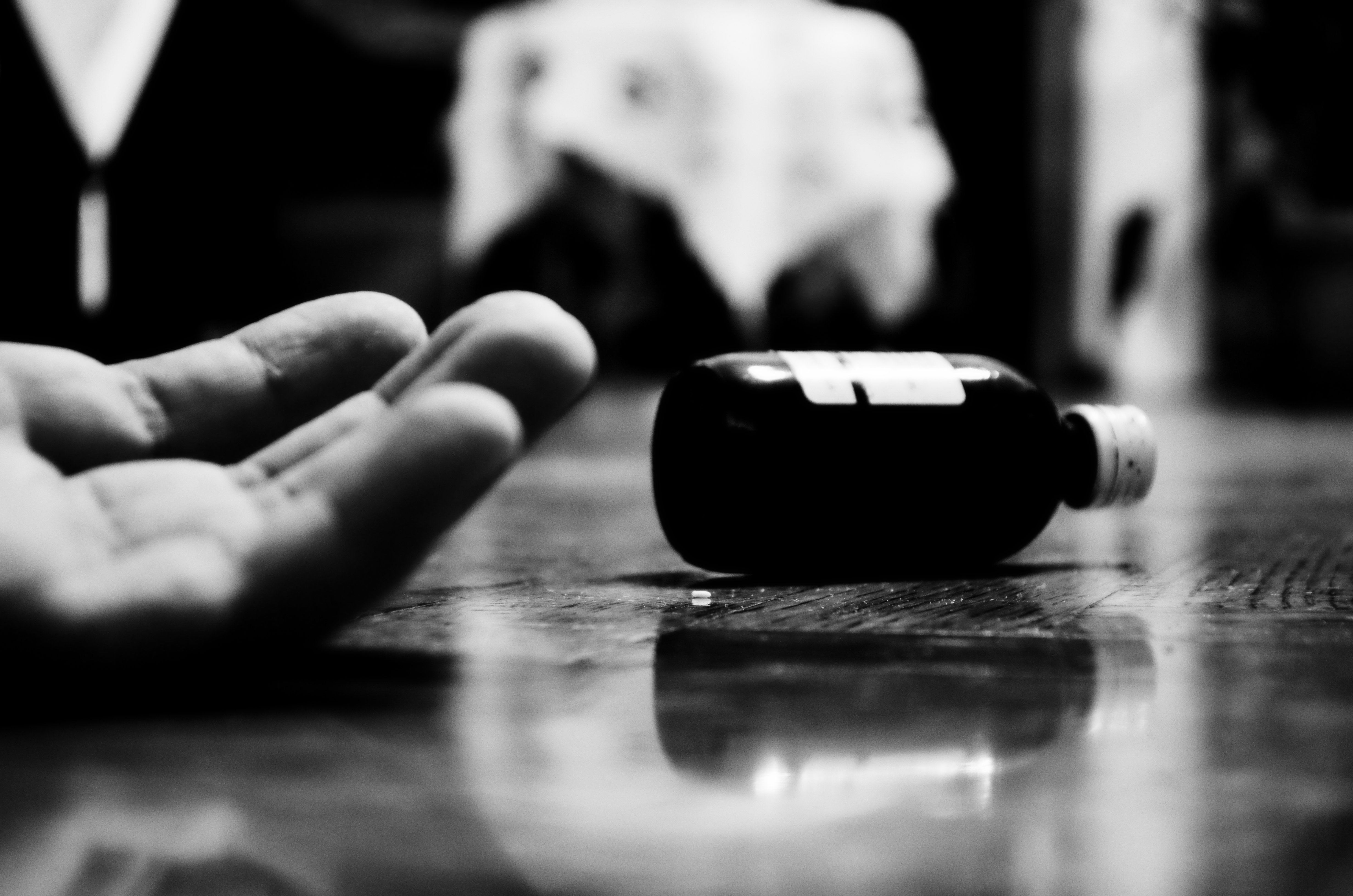
Abus de substances, photographie allégorique.

Selon une étude de Chignon et al. (1998) sur des patients alcooliques, 25 % auraient eu une tentative suicidaire. Un lien direct entre la tentative de suicide et l'alcoolisme n'est néanmoins pas retrouvé dans l'étude de Brown et al. (2000).
Ces chiffres sont à mettre en perspective avec les conclusions du Secretarary of Health and Human services (1990) aux États-Unis, qui conclut qu'entre un tiers et la moitié des suicides sont liés à une forme d'abus de substance : l'alcool est impliqué dans un tiers des cas environ. Ainsi, selon l'organisation, l'abus de substances semble être le second facteur de risque le plus répandu après la dépression et le trouble bipolaire.
Les abus de substances chroniques sont également liés à un haut risque de suicide chez les adolescents et jeunes adultes.
Certains psychotropes provoquent des effets néfastes et peuvent mener à d'importants dysfonctionnements sensoriels. Lorsque ces troubles prennent place dans un contexte où des problèmes personnels sont présents, le risque de suicide est particulièrement élevé.
- Schizophrénie

Dans les années 1970, une étude souvent citée mentionnait qu'environ 10 % des patients schizophréniques se suicidaient. Une méta-analyse ultérieure menée en 2005, estime qu'environ 4,9 % des schizophrènes se suicident. Ce suicide est commis le plus souvent dans la période du début de la maladie,. En 1990, des auteurs estiment que le suicide est la première cause de mortalité chez les schizophrènes.

### Facteurs de risque historiques
Comme risque historique, un passage à l'acte dans le passé est un facteur de risque pour une récidive,.

### Facteurs de risque psychologiques

#### Traumatismes psychologiques
Des antécédents de troubles de l'attachement, de maltraitance infantile et de psychotraumatisme, de violences physiques ou sexuelles, ou du temps passé dans un foyer d'accueil sont des facteurs suicidaires,.
Dans une perspective psychiatrique et biologique, l'idéation suicidaire (les pensées suicidaires et la conduite suicidaire) peut résulter d'une difficulté à réguler ses émotions (par conséquent les circuits neuronaux responsables de la régulation des émotions et du contrôle cognitif sont impliqués). Dans une étude comparant des anciens combattants souffrant de dépression ou de stress post-traumatique, les vétérans suicidaires différaient de leurs pairs (non-suicidaires) dans leur contrôle cognitif et gestion de leurs actions : la correction de certaines erreurs sur une tâche cognitive (effet Stroop) leur demandait plus d'efforts cognitifs ce qui reflétait, selon les auteurs, une vulnérabilité accrue au stress. Cette hypothèse n'a pas été suffisamment étudiée, et par conséquent n'est pas validée sur de larges ou nombreux échantillons de la population.
Les corrélats psychologiques les plus fréquents sont l'anxiété, parfois à un niveau très élevé, un contrôle impulsif réduit et une agressivité accrue. Les personnes ayant des conduites suicidaires ont plus de mal que d'autres à reconnaître leurs propres sentiments et veulent supprimer leurs émotions.
Le risque suicidaire, appelé suicidalité dans les disciplines de la santé et des sciences (pensées suicidaires, conduites suicidaires, suicide) est associé au désespoir, à une peur ou sensibilité à la désapprobation sociale, et à une capacité réduite d'imaginer des événements positifs futurs.

### Facteurs de risque sociaux
Pour M. Wyder et al (2009), les périodes de séparations affectives sont un facteur de risque suicidaire ainsi que le célibat des 25-44. Les relations sociales hostiles et les soucis professionnels sont cités parmi les risques sociaux (Anaes, 2001). Cependant, Zhanna Gerlovina note que ces risques sociaux sont différents, en particulier chez les enfants ou les personnes âgées.
Les événements négatifs sont également relevés dans des études comme facteur circonstanciel. En particulier H. Hendin et al. (2001) identifient trois schémas pré-suicidaires : événements précipitants, un état affectif intense et un schéma comportemental.

#### Facteurs démographiques et familiaux
Des facteurs démographiques et familiaux peuvent être également des facteurs de suicide. Notamment les facteurs familiaux, ou une pression psychologique venant d’un parent peut être pesante. Ou alors une dévalorisation de l’individu qui perd entièrement confiance en soi et n’a plus aucune estime de soi et considère sa vie inutile.

#### Profession et facteurs socio-économiques
Des facteurs sociaux-économiques comme le chômage, la pauvreté et la discrimination peuvent être à l'origine de pensées suicidaires. La pauvreté n'est pas une cause directe de suicide, mais l'appauvrissement étant un facteur de dépression en est un facteur de risque.
La récession mondiale de 2008 a mené à une forte augmentation des taux de suicide dans les pays touchés. Aux Pays-Bas, par exemple, les taux de suicide ont augmenté de 30 % entre 2008 et 2012 (1 353 à 1 753 suicides).
Bien que l'augmentation des risques suicidaires associés à un faible niveau socio-économique (comparés à la moyenne de la population) soit peu élevé, la prévalence du problème socio-économique est large dans la population générale. Par comparaison, la présence d'une pathologie neuropsychiatrique augmente beaucoup plus fortement les risques de conduite suicidaire, mais la prévalence de troubles neuropsychiatriques est relativement faible dans la population générale. Si, au lieu de comparer les risques individuels à l'intérieur de ces populations, les chercheurs comparent les risques suicidaires sur la population générale (Population attributable risk (en)), des chercheurs arrivent à la conclusion que ces risques sur la population générale sont équivalents.
Le salaire minimum a des effets sur le bien-être psychologique, au point de pouvoir contribuer à la prévention des suicides. Aux États-Unis, une augmentation de 10 % du salaire minimum semble permettre de diminuer les suicides de 3,6 % parmi les adultes.

#### Religion
La religion d'un pays ou d'une région peut avoir un impact global moyen sur les taux de suicide’ au sens où les données, une fois analysées par les chercheurs, ne prennent pas en compte les différences individuelles de religiosité et ne concernent que des moyennes sur des régions. Les pays musulmans ont un taux de suicide proche de zéro (par exemple, le Koweït, avec un taux de 0,1 sur 100 000 habitants. Les pays catholiques (par exemple, l'Italie) et hindouistes (par exemple, l'Inde) ont des taux proches de 10. Les pays bouddhistes (par exemple le Japon) ont un taux plus élevé avoisinant les 18. En général, les religions coïncident dans leur opposition au suicide, et les taux de suicide sont significativement plus élevés dans les pays athées (par exemple, la Chine) et où la religion a été réprimée pour de longues périodes (par exemple, l'Albanie) avec des taux de 25,6. En France, ce taux est de 18 pour 100 000 habitants.

#### Événements sociaux, politiques et économiques
Des travaux de recherche ont été réalisés afin de déterminer si conformément à une idée reçue durant les événements sportifs certains supporters se suicident à la suite d'une défaite de leur équipe favorite. Il a été établi que dans 10 pays d'Europe de l'Ouest sur 12 étudiés le nombre de morts par suicide durant les grands tournois internationaux, Euro et Coupe du Monde, significativement moins de suicides étaient comptabilisés par rapport au même mois des années dépourvues de tournoi international. Cette observation ne dépendait pas de l'équipe qui remportait la victoire. De plus aucun pic de suicides n'a été observé dans les mois qui ont suivi.
Cette baisse du nombre de suicides n'est pas propre aux événements sportifs, on a ainsi relevé une forte baisse du nombre de suicides aux États-Unis après des événements tels que l'assassinat de Kennedy ou les attentats du 11 septembre 2001 et au Royaume-Uni après la mort de la princesse Diana. L'une des hypothèses invoquées pour expliquer ces baisses est que les événements considérés ont entraîné des périodes de plus forte cohésion sociale.

### Facteurs de risque biologiques
Selon une autre hypothèse biologique, une défaillance génétique concernant la sérotonine serait un facteur supplémentaire.

### Facteurs de risque non psychiatriques
Le suicide peut être lié à des facteurs physiologiques tels qu'une douleur chronique, une commotion cérébrale ou traumatisme crânien,.
Des troubles du sommeil comme l'insomnie et l'apnée du sommeil ont été cités dans de nombreuses études comme facteurs de dépression et de suicide. Le manque de sommeil peut être un facteur de risque indépendant de la dépression.

### Influences de l'environnement physique et géographique

#### Changement climatique
L'affirmation selon laquelle le réchauffement climatique pouvait expliquer l'augmentation de suicides chez les agriculteurs a été avancée, mais a été réfutée par une étude indienne de 2017, laquelle met en évidence la causalité multifactorielle de ces suicides.

## Moyens de lutte contre le suicide
Pour les procédures habituelles de détention de suicides, voir Prévention du suicide.
Selon Azrael D, Miller M.J, O'Connor R.C & Pirkis J (2016), depuis que l'on cherche à prévenir le suicide, peu de programmes de prévention ont vraiment reposé sur des éléments de preuve d'efficacité.
L'un des moyens de bon sens et souvent considéré comme éprouvé, indépendamment des programmes de santé mentale, consiste à réduire pour tous la facilité d'accès aux moyens hautement létaux utilisés dans les suicides (armes à feu, poisons violents…). Cette méthode, dite de « restriction des moyens » (Mann et al., 2005) est maintenant communément considérée comme un élément essentiel de toute stratégie nationale efficace de réduction des taux de suicide. Elle est reprise par exemple dans la Stratégie nationale de prévention du suicide de 2012 aux États-Unis. Selon l'Organisation mondiale de la Santé, la méthode fonctionne. Mais malgré une abondante littérature empirique sur les liens entre taux de suicide et l'accès facile aux méthodes de suicide les plus létales, et malgré des éléments de preuves d'efficacité, cette méthode semble peu mise en œuvre, notamment dans les pays pauvres et dans l'Asie rurale (où les pesticides toxiques sont très disponibles) et aux États-Unis (où les armes sont omniprésentes). La prise de drogue, le tabagisme et l'alcoolisme sont parfois assimilés à des comportements suicidaires chroniques (ou brutaux en cas d'overdose), facilités quand l'alcool, le tabac ou les drogues sont très accessibles, y compris financièrement.
Pour chaque grand moyen de se suicider, il semble en outre exister une relation de type dose-réponse liée à la facilité d'accès, mais aussi à la facilité d'utilisation qui favorise le passage à l'acte. Ainsi, les armes à feu domestiques n’augmentent pas seulement le risque de suicide par rapport à leur absence : au sein des foyers où est présente une arme à feu, le risque augmente quand l'accès est immédiat, quand l'arme n'est pas stockée déchargée, loin de ses munitions, dans un local ou une armoire fermée à clé… Le risque de suicide existe aussi avec des produits réputés faiblement toxiques (ex : à la suite de l'interdiction du paraquat, le roundup, désherbant le plus vendu au monde ; a été plus utilisé) ; là aussi un accès centralisé aux pesticides, non stockés dans le foyer limiterait le nombre de cas de suicides. De manière générale, quand un produit est peu toxique, il est moins à risque d'être utilisé par des personnes voulant se suicider.
Enfin, la mesure mondiale qui sauverait le plus de monde (et plus que toute autre approche) serait la réduction de l'accès aux pesticides hautement toxiques.

### Signes avant-coureurs
Le suicide est très souvent précédé de signes avant-coureurs. Beaucoup de suicidés ont essayé de signaler leur détresse plusieurs semaines avant de passer à l'acte[réf. nécessaire].

Selon le professeur Michel Debout : 

« Lorsqu’on pense qu’une personne va mal, il ne faut pas hésiter à lui dire ce que l’on ressent. Et la manière dont on lui dit est importante. Si vous lui demandez : « Ça ne va pas ? », elle risque de se renfermer dans une réponse de type : « Mais si, ça va très bien. » Alors que si vous dites « Je te sens mal », vous vous impliquez personnellement, et vous montrez que non seulement vous offrez une écoute, mais même un véritable dialogue. À partir de là, tout dépend de la situation et de votre lien avec elle. Mais vous pouvez essayer de l’orienter vers un soutien, un spécialiste ou une association qui pourront l’aider. »

### Points de contact et aides en ligne pour personnes aux idées suicidaires
L'aide téléphonique pour les personnes en détresse est venue du prêtre anglican Chad Varah, du centre de Londres, en 1953. Persuadé que tous les désespérés sur le point de mettre fin à leur vie doivent pouvoir parler à quelqu’un, il fait passer dans le Times une annonce insolite : « Avant de vous suicider, téléphonez-moi. » Cette idée fut reprise partout dans le monde.
Cf. Liste des aides en ligne contre le suicide (téléphoniques et par internet).
En France, plusieurs associations offrent des aides en ligne que les personnes tentées par le suicide peuvent contacter pour trouver une écoute. Ces lignes sont gérées par des bénévoles.
- « Fil santé jeunes » : 0800 235 236 (numéro gratuit, plutôt à destination des jeunes).
- « Suicide Ecoute » : 01 45 39 40 00 (appels 24h/24).
- « SOS Suicide Phénix » : 01 40 44 46 45 (horaires, aide téléphonique et hospitalité).
- « Sos amitié » : Écoute par téléphone et internet (messagerie instantanée, courriels).
- « Croix-Rouge Ecoute » : 0 800 858 858 (appel gratuit et anonyme).
- « PHARE Enfants-Parents » : 01 43 46 00 62 (appel gratuit et anonyme).

En France et en Suisse, ces services « se cantonnent exclusivement à l'écoute » et n'interviennent pas sauf sur demande expresse de la personne en détresse »[réf. nécessaire].
Dans la province de Québec, si la personne est jugée en danger immédiat, les intervenants du 1-866-APPELLE retraceront l'appel et enverront des secours. C'est une ligne d'intervention. Spécifiquement à Montréal, Suicide Action Montréal possède un grand réseau d'intervenants formés en intervention auprès des personnes suicidaires. Le service est disponible 24/7 au (514) 723-4000. Le service est également offert en anglais.
Pour les anglophones[Où ?], le service de SOS Amitié spécialisé peut orienter vers un psychiatre anglophone voire appeler les pompiers « à la demande expresse » de la personne. SOS Amitié a aussi un service d'écoute par courriel mais avec des délais de 48 heures pour les réponses.
D'autres aides peuvent être trouvées sur des forums affirmant procurer un soutien psychologique sur Internet. Il convient d'aborder ces sites avec circonspection en raison de l'impossibilité de contrôler la compétence des interlocuteurs : un site Internet étant facile à créer, il n'apporte pas le gage d'une structure pratiquant la formation interne et l'évaluation de ses personnels ou du décalage culturel pouvant exister entre les personnes parlant la même langue, mais pouvant être de culture très différente. Ces deux facteurs pourraient mener à une aide inadaptée, qui pourrait même être suicidogène[réf. souhaitée]. SOS Amitié Internet, dans le prolongement de son écoute téléphonique, offre un service d'écoute web gratuit, mais intermittent, fonctionnant par courriel, pour donner aux personnes la possibilité de mettre des mots sur leurs difficultés et leur souffrance. Les personnes qui répondent aux messages appartiennent à l'équipe d'écoute au téléphone et auraient suivi une formation spécifique à l'écoute écrite. Les messages reçus reçoivent une réponse sous 48 heures.

### Prise en charge médicale et soins d'urgence durant une crise suicidaire
Les personnes qui ont fait une tentative de suicide sont en général prises en charge en service de soins aigus à l'hôpital (à la suite d'un empoisonnement ou des blessures nécessitant souvent une réanimation). Une fois l'épisode critique surmonté et l'éloignement de tout danger vital, le patient est orienté vers un service de psychiatrie. L'hospitalisation est volontaire dans la grande majorité des cas, mais certaines dépressions sévères (mélancolie, dépression délirante) peuvent entraîner une hospitalisation à la demande d'un tiers, voire une hospitalisation d'office. Dans tous les cas, les sujets ayant fait une tentative de suicide doivent être[évasif] évalués par un psychiatre, et souvent orientés vers une structure adaptée à la prise en charge d'une cause curable de suicide (dépression très souvent, mais aussi psychose, alcoolisme, etc.)[réf. nécessaire]. Dans le cas d'un séjour en psychiatrie, il est proposé[Qui ?] un suivi ultérieur en consultation psychiatrique (hospitalière ou avec un psychiatre libéral)[réf. nécessaire]. Malgré ces efforts[Qui ?] de prise en charge et la possibilité d'hospitalisation contre le gré du suicidant, en France, un quart des adolescents mineurs suicidants sortent de l'hôpital sans avoir eu de consultation psychiatrique. Cette prise en charge des personnes qui tentent de se suicider est importante car les risques d'une nouvelle tentative sont grands (75 % dans les deux ans).

### Programmes de prévention
Les programmes de prévention du suicide ont été mis en place puis évalués dans plusieurs pays, soit par des chercheurs indépendants, des gouvernements ou l'OMS. Plusieurs stratégies de prévention sont possibles.
Les programmes de prévention comprennent des programmes permettant d'augmenter la connaissance des signes avant-coureurs dans la population générale, une meilleure formation des médecins généralistes (souvent contactés par les suicidants dans les semaines précédant leur passage à l'acte), des points d'accès faciles et des services de suivi pour les personnes suicidaires, ainsi que des programmes d'information pour les gouvernements et autres responsables de santé publique afin d'éliminer « le stigma, obstacle majeur à la prévention du suicide ».

## Controverses scientifiques

### Limites des connaissances sur le sujet
La psychiatrie ne reconnaissant pas la conduite suicidaire comme un trouble spécifique, mais comme la conséquence d'un ou de plusieurs autres troubles psychiatriques, les études sur les conduites suicidaires sont moins nombreuses que celles sur d'autres troubles psychiatriques pourtant moins fréquents : le spécialiste Aleman estime que six fois plus d'articles sur la schizophrénie ont été publiés de 1999 à 2003 dans les deux plus grandes revues internationales de psychiatrie, comparés aux articles sur les conduites suicidaires. Plusieurs hypothèses peuvent expliquer ce phénomène : il est possible que le sujet soit tabou, car le suicide reste illégal dans certains pays ; il est possible que le phénomène soit peu étudié parce que les tentatives de suicide diffèrent peut-être des tentatives réussies dans leur étiologie ; il est possible que le suicide ne puisse être confiné au champ de la psychiatrie car impliquant des causes sociales.

## Suicide impliquant plusieurs personnes

### Suicide collectif
Le suicide collectif décrit le suicide d'un grand nombre de personnes au même moment et pour les mêmes raisons. Par exemple, en 1978, à Jonestown, en Guyana, 918 membres d'un culte américain mené par Jim Jones ont mis fin à leur vie par empoisonnement au cyanure,,. En 1944, environ 10 000 civils japonais se sont suicidés lors des derniers jours de la bataille de Saipan, certains sautant d'une falaise surnommée pour cette raison la « Falaise des Suicides ».

### Suicide par pacte
Un suicide par pacte décrit un suicide dans lequel deux individus, ou plus, se mettent d'accord pour planifier leur suicide. Il peut s'agir de mourir ensemble ou à un certain intervalle. Ce type de suicide est différent du suicide collectif (grand nombre de personnes partageant une idéologie, souvent dans un contexte religieux, politique, militaire ou paramilitaire). Le suicide par pacte concerne un petit groupe de personnes intimement liées (souvent des époux ou amants, membres de la famille, amis) et leurs motivations sont personnelles et individuelles.

### Meurtre suicidaire
Le meurtre-suicide est un acte dans lequel un individu commet un meurtre puis se donne la mort immédiatement après ou pendant le meurtre. Les raisons en sont très diverses. Il peut s'agir de meurtres motivés par des raisons politiques (terrorisme), tout comme des meurtres motivés par des raisons dites altruistes (un individu déprimé entraîne dans la mort les membres de sa famille avant de se suicider).

### Shinjū
Le Shinjū (心中, mot composé des caractères pour « esprit » et « centre ») est un terme japonais qui signifie « double suicide » ou « suicide amoureux ». Ce terme est utilisé pour désigner tout suicide en groupe de personnes liées par l'amour, généralement les amants, les parents et les enfants, et même des familles entières.
Les suicides doubles sont assez communs dans l'histoire du Japon et constituent un thème important du répertoire de théâtre de marionnettes.

## Suicides rituels ou par devoir social

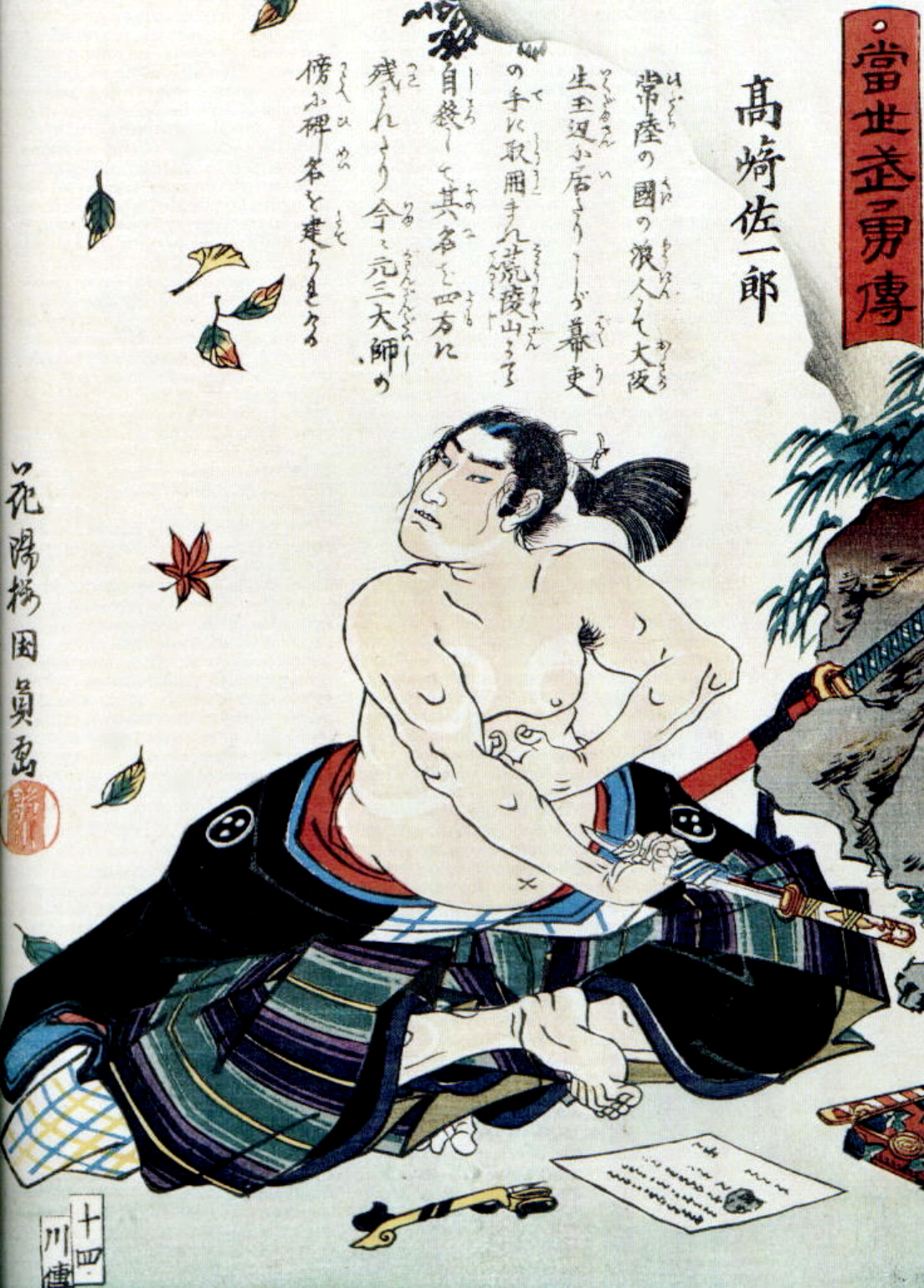
Harakiri ou suicide rituel par éventration, apparu chez les Samouraïs au Japon médiéval

Le suicide par devoir (dutiful suicide) est commis dans l'espoir qu'il sera un acte de bienveillance. Il peut être commis pour éviter un déshonneur ou un meurtre, ou il peut être imposé pour protéger une famille ou une réputation. Par exemple, le général allemand Erwin Rommel durant la Seconde Guerre mondiale. Ce type de suicide peut relever de pratiques culturelles, comme le suicide rituel seppuku au Japon.

## Suicide politique

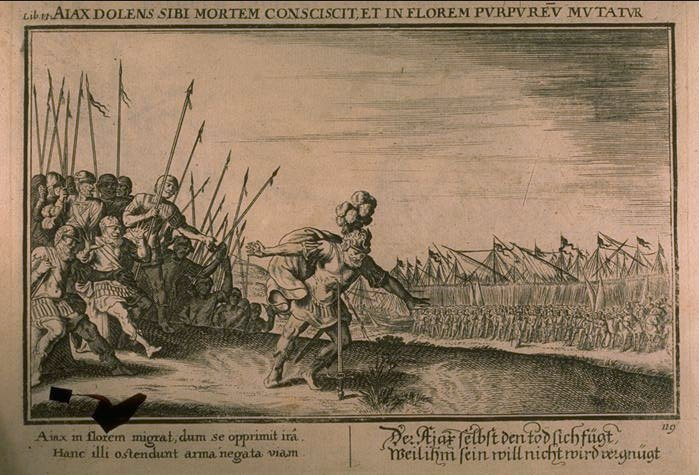
Le suicide d'Ajax.

Le suicide a été utilisé dans l’histoire comme un acte politique d’opposition, de contestations ou encore de dévolution. Dans l'Empire romain, il était d'usage qu'un proche de l'empereur désirant mettre fin à ses jours en demande au préalable l'autorisation à ce dernier (illustration, par exemple, dans les Mémoires d'Hadrien). Dans l'Antiquité, le suicide était commis après une défaite dans une bataille afin d'éviter la capture et les possibles tortures, mutilations ou la mise en esclavage par l'ennemi. Ainsi, au cours de la seconde guerre punique, la princesse carthaginoise Sophonisbe s'empoisonna pour ne pas tomber aux mains des Romains. Brutus et Cassius, les assassins de Jules César, se suicidèrent à la suite de la défaite de la bataille de Philippes. Cléopâtre VII, dernière reine d'Égypte, a également mis fin à ses jours pour ne pas être emmenée prisonnière à Rome. Les Juifs de Massada offrent un autre exemple en se suicidant massivement en 74 av. J.-C. pour échapper à la mise en esclavage par les Romains. Dans la société romaine, le suicide était un moyen accepté par lequel son honneur était préservé. Ceux qui étaient jugés pour des crimes capitaux, par exemple, pouvaient empêcher la confiscation des biens et des propriétés familiales, en se suicidant avant la condamnation par le tribunal. Dans le Japon médiéval, toute critique du Shogun s'accompagnait d'un seppuku de l'accusateur. À la fin de la seconde guerre mondiale, Adolf Hitler s’est suicide pour échapper à ses opposants. Joseph Gobbels et sa femme firent de même.

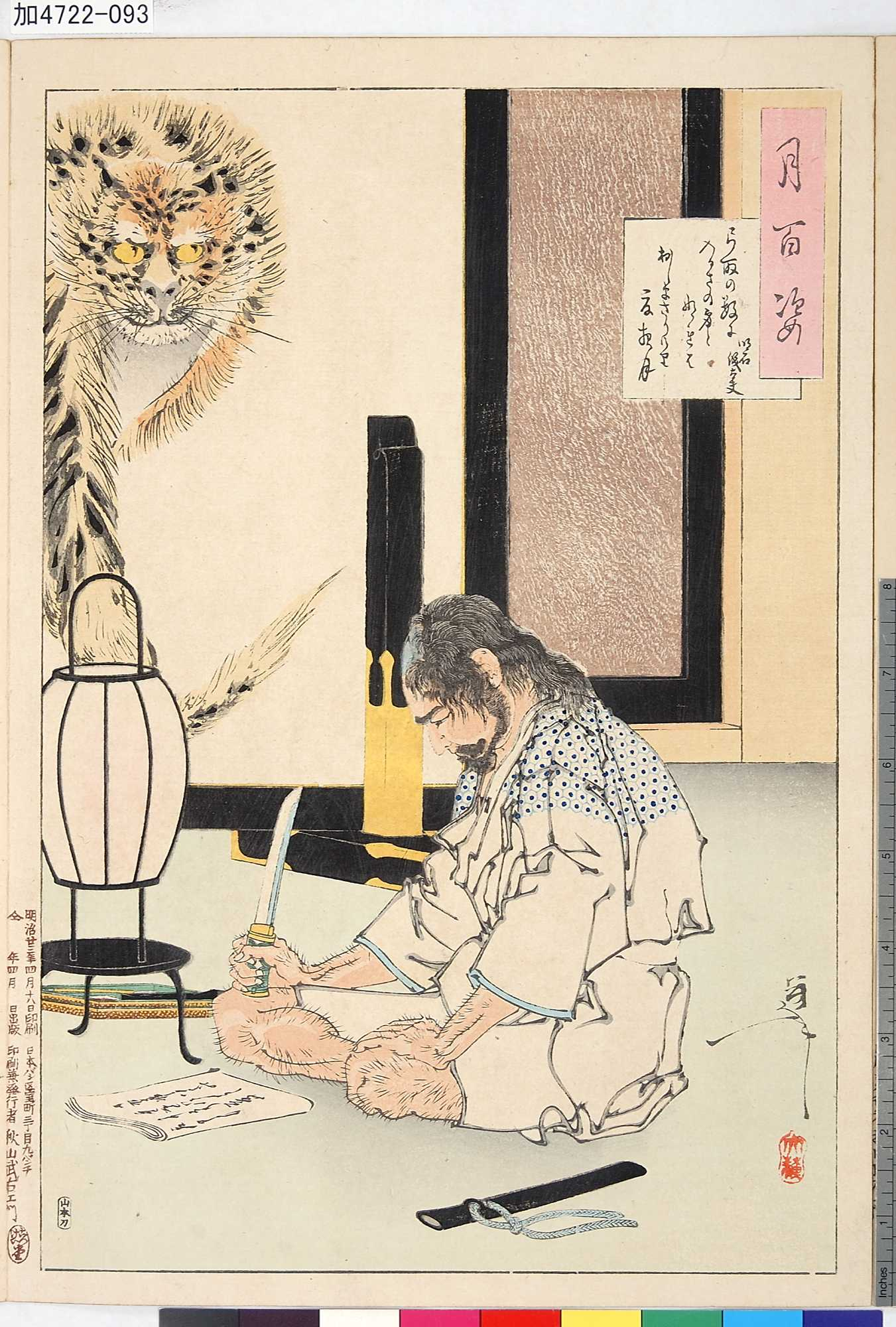
Le général Akashi Gidayū se prépare à commettre seppuku après avoir perdu une bataille pour son maître en 1582.

Le suicide peut être un acte politique, proche du martyre. À l'époque contemporaine, le suicide est utilisé pour protester de façon spectaculaire, notamment par autocrémation, contre une situation jugée insupportable : le 11 juin 1963, à Saïgon, le bonze Thích Quảng Đức s'est suicidé pour protester contre le gouvernement du président vietnamien Ngô Đình Diệm. Ce geste a été imité par la suite : Jan Palach et Jan Zajíc en 1969 pour protester contre la répression soviétique du printemps de Prague ; trois membres de l'Organisation des moudjahiddines du peuple iranien, en 2003, pour dénoncer l'arrestation de Maryam Radjavi par la police française ; Josiane Nardi en France le 18 octobre 2008 pour protester contre la politique d'expulsion de son compagnon arménien sans-papiers ; au Tibet depuis mars 2011, plusieurs laïcs, moines et nonnes tibétains se sont immolés pour protester contre la présence chinoise. L'immolation de Mohamed Bouazizi en 2010 marque le début de la révolution tunisienne de 2010-2011.

## Suicide en lien avec le travail

### Données relatives liées au suicide en lien avec le travail
Depuis 1993, on décompte que la mortalité par suicide représente 11 000 à 12 000 décès par an en France.
Parmi ces suicides, le Conseil économique et social évalue que, chaque année, 300 à 400 d’entre eux sont liés au travail. L’activité de travail peut donc être un des facteurs menant une personne à l’acte suicidaire. Cette prise de conscience s’est amplement développée depuis la prise d’ampleur du phénomène japonais de Karoshi.
Néanmoins, il est difficile de recenser le nombre de suicides ayant un lien avec le travail. En France, il n’existe pas encore d’enquête épidémiologique portant particulièrement sur le suicide et son lien avec la situation professionnelle.
L’unique enquête ayant déjà été menée sur cette problématique a été réalisée en 2003 par des médecins du travail de Basse-Normandie. Celle-ci prenait la forme d’un questionnaire et portait sur les cas de suicide ou de tentative de suicide liés au travail dans les entreprises dont ils avaient la charge au cours des 5 dernières années. Cette enquête a permis de recenser 107 cas de suicide ou tentatives de suicide concernant majoritairement des hommes entre 30 et 50 ans sur l’ensemble des secteurs d’activité.

### Histoire de la reconnaissance du suicide en lien avec le travail
Le suicide au travail est un phénomène récent constaté depuis les années 1990 par les médecins du travail français. À l’origine, étaient surtout touchés les agriculteurs, du fait notamment de la confusion entre leur lieu de vie et leur lieu de travail. Le phénomène va finalement s’étendre à tous les secteurs professionnels, qu’ils soient industriels ou tertiaires.
En France, la médiatisation d’une série d’affaires judiciaires au cours des années 2000 contribuera à mettre en lumière cette problématique du suicide et des tentatives de suicide sur le lieu de travail. L’une des plus retentissantes est l’Affaire France Télécom que les médias ont qualifiée de « symbole des souffrances au travail ». D’autres grandes entreprises françaises comme EDF, Renault ou encore Peugeot furent également concernées par ces suicides en série.

### Facteurs de risques professionnels pouvant entraîner le suicide en lien avec le travail
L’acte suicidaire en lien avec le travail peut être la conséquence de la conjugaison de différents facteurs professionnels. Sont alors mises en cause l’organisation du travail et les méthodes de management. Dans certains cas, les conditions de travail sont identifiées comme étant la cause de l’apparition de risques psychosociaux tels que le stress ou encore l’épuisement professionnel.
Les juridictions identifient progressivement les méthodes de management représentant un risque pour la santé mentale du travailleur. On peut citer ici la culture de la rentabilité, l’augmentation des objectifs, le travail en sous-effectif, dans l’urgence, des exigences contradictoires, la mise en concurrence des salariés, etc… L’INRS considère aussi le déséquilibre entre la charge de travail et l’absence de marge de manœuvre, aussi appelé « job strain », une situation de harcèlement psychologique ou de harcèlement sexuel mais encore des violences internes et/ou externes comme des facteurs professionnels pouvant mener au suicide.
Néanmoins, certains suicides, bien qu’ayant lieu sur le lieu de travail, peuvent être grandement étrangers aux conditions de travail du salarié. Dans ce cas, le lieu de travail offre principalement une occasion de réaliser l’acte suicidaire.

## Droit par pays
Divers pays pénalisent l'aide au suicide lorsque celle-ci n'est pas faite par un médecin dans le cadre d'une législation sur l'euthanasie ou le suicide assisté. Le droit des assurances s'intéresse aussi au sujet du suicide de l'assuré.

### Droit allemand
En Allemagne, une décision de la Cour constitutionnelle de Karlsruhe rappelle en 2020 que le suicide est un droit et qu'il « inclut la liberté de s’ôter la vie et de demander de l’aide pour le faire ».

### Droit canadien

#### Droit pénal
Le Code criminel punit le fait de conseiller le suicide ou d'y aider à l'art. 241 C.cr..

« Fait de conseiller le suicide ou d’y aider
241 (1) Est coupable d’un acte criminel et passible d’un emprisonnement maximal de quatorze ans quiconque, que le suicide s’ensuive ou non, selon le cas :
a) conseille à une personne de se donner la mort ou l’encourage à se donner la mort;
b) aide quelqu’un à se donner la mort. »

Mais un médecin qui fournit l'aide médicale à mourir ne commet pas cette infraction criminelle, d'après la même disposition.

« Exemption — aide médicale à mourir
(2) Ne commet pas l’infraction prévue à l’alinéa (1)b) le médecin ou l’infirmier praticien qui fournit l’aide médicale à mourir à une personne en conformité avec l’article 241.2. »

#### Droit civil québécois
En droit des assurances québécois, le suicide de l'assuré est un motif que l'assureur peut faire valoir pour refuser de payer le produit du contrat d'assurance-vie. Mais il faut que l'assureur le prévoie dans une exclusion de garantie expresse (art. 2441 du Code civil du Québec). Et pour que l'assureur puisse refuser de payer, il faut que le suicide survienne dans les deux ans du contrat d'assurance (art. 2434 C.c.Q.). Un arrêt de principe sur le calcul des délais relativement au suicide en droit des assurances québécois est la décision Chablis Textiles Inc. (Syndic de) c. London Life Insurance Co de la Cour suprême du Canada.

### Droit français

#### Droit pénal
En France, le suicide n'est plus réprimé depuis le code pénal de 1810 autrement que par, éventuellement, une hospitalisation d'office (HO) préfectorale.
À la suite de la publication du livre Suicide, mode d'emploi a été créé en 1987 le délit de « provocation au suicide » (art. 223-13 à 223-15-1 du Code pénal), ayant pour conséquence l'interdiction de publication de l'ouvrage.
En France, l'aide au suicide est prohibée pour « abstention volontaire de porter assistance à personne en péril » (article 223-6 du Code pénal, concept plus connu sous le nom de « non-assistance à personne en danger »). En 2007, l'affaire Vincent Humbert a été fortement médiatisée, illustrant les problèmes éthiques posés par cet aspect du droit français.
En France, l’Association pour le droit de mourir dans la dignité se mobilise en faveur du suicide assisté et souhaite obtenir le vote d'une loi légalisant le suicide assisté et l'euthanasie, et garantissant l’accès universel aux soins palliatifs. L'ADMD estime par ailleurs nécessaire la mise en place d’une clause de conscience pour protéger les médecins refusant de participer à ces actes.

#### Le suicide survenu sur le lieu et à l’occasion du travail
En application de l’article L411-1 du Code de la sécurité sociale, tout suicide ou tentative survenue au temps et au lieu du travail est présumé imputable au travail et qualifié d’accident du travail.

« Est considéré comme accident du travail, quelle qu'en soit la cause, l'accident survenu par le fait ou à l'occasion du travail à toute personne salariée ou travaillant, à quelque titre ou en quelque lieu que ce soit, pour un ou plusieurs employeurs ou chefs d'entreprise. »

— Article L. 411-1 du Code de la sécurité sociale 
Ainsi, il appartiendra aux salariés ou à ses ayants qui entendent s’appuyer sur cette présomption d’imputabilité, d’apporter la preuve par tout moyen que le salarié a été victime sur le lieu et à l’heure de son travail, de ce suicide ou cette tentative de suicide.

#### Assurances
En France, l'article L132-7 du Code des assurances dispose, :

« L'assurance en cas de décès est de nul effet si l'assuré se donne volontairement la mort au cours de la première année du contrat.
L'assurance en cas de décès doit couvrir le risque de suicide à compter de la deuxième année du contrat. En cas d'augmentation des garanties en cours de contrat, le risque de suicide, pour les garanties supplémentaires, est couvert à compter de la deuxième année qui suit cette augmentation.
Les dispositions du premier alinéa ne sont pas applicables aux contrats mentionnés à l'article L. 141-1 souscrits par les organismes mentionnés au dernier alinéa de l'article L. 141-6.
L'assurance en cas de décès doit couvrir dès la souscription, dans la limite d'un plafond qui sera défini par décret, les contrats mentionnés à l'article L. 141-1 souscrits par les organismes mentionnés à la dernière phrase du dernier alinéa de l'article L. 141-6, pour garantir le remboursement d'un prêt contracté pour financer l'acquisition du logement principal de l'assuré. »

#### Jurisprudence
« Attendu qu'en énonçant qu'aucun élément ne permettait de penser que l'assuré n'avait pas eu la jouissance de sa raison au moment de son suicide, après avoir relevé, d'une part, que son corps avait été retrouvé dans sa voiture garée dans un lieu clos, moteur allumé et l'habitacle relié au pot d'échappement par un tuyau, et d'autre part, que la victime avait laissé à sa veuve une lettre dépourvue d'équivoque quant à ses intentions, c'est sans inverser la charge de la preuve que la cour d'appel a retenu l'existence d'un suicide volontaire et conscient soumis à l'article L. 132-7 du Code des assurances, dans sa rédaction antérieure à la loi no 98-546 du 2 juillet 1998, qui n'est pas applicable à l'espèce dès lors que le sinistre lui est antérieur ; que le moyen est sans fondement. »

— Civ1, 14 mars 2000, pourvoi no 97-21581

### Droit suisse
En Suisse, le Code pénal le tolère puisque l'article 115 prévoit de punir l'assistance au suicide si elle est causée par des « motifs égoïstes ». Deux associations Exit et Dignitas ont été créées dans le but d'aider des malades en phase terminale à mettre fin à leurs jours ou d'empêcher des interventions médicales non souhaitées visant à les ranimer.

### Droit du Conseil de l'Europe
La Cour européenne des droits de l'homme, dans son arrêt Pretty c. Royaume-Uni du 29 avril 2002, a déclaré à l'unanimité que le suicide n'entrait pour l'instant dans le champ d'aucun droit de l'homme, ni de l'article 2 de la Convention protégeant le droit à la vie : « En conséquence, la Cour estime qu’il n’est pas possible de déduire de l’article 2 de la Convention un « droit à mourir », que ce soit de la main d’un tiers (ou par l'abstention de l'intervention de ce tiers), ou avec l’assistance d’une autorité publique. »

### Droit indien
Jusqu'en décembre 2014, selon l’article 309 du Code pénal indien, la tentative de suicide était passible d’une peine de prison pouvant aller jusqu’à un an.

### Droit d'autres pays
Le suicide assisté est autorisé par la loi et sous des conditions spécifiques aux Pays-Bas, en Belgique, dans l'État d'Oregon aux États-Unis.

## Points de vue religieux sur le suicide
Le suicide est traditionnellement condamné dans les religions monothéistes. Si le suicide est d'abord un acte contre soi-même, l'« appartenance » de la destinée de l'homme à Dieu en fait une rupture de la relation entre l'homme et Dieu et un acte allant contre la souveraineté de Dieu.
La doctrine de l'Église Catholique, pris historiquement comme une référence, condamne le suicide, et aussi l'euthanasie. La plupart des principales religions du monde (en rassemblant la plus grande quantité de croyants) est concordante avec ce point de vue,.
La doctrine chrétienne a été précisée dès le premier concile de Braga qui s'est tenu vers 561 : il déclare que le suicide est criminel, sauf chez les « fous ». Ce concile entendait lutter contre les modes de pensée païens à une époque encore marquée par la mentalité romaine, où le suicide était présenté comme une voie noble, une mort honorable, recommandable pour racheter un crime, alors que, pour le christianisme, le pardon et l'acceptation de se livrer à la justice, pour un criminel, étaient les seules voies acceptables.[réf. nécessaire]
L'islam interdit le suicide et le considère comme un péché (voire un crime). D'après un hadîth, Mahomet aurait refusé de prier sur un suicidé qui lui fut présenté, cependant il avait ordonné à ses compagnons de tout de même le faire. Commettre un suicide est loin d'être considéré comme une bonne chose, au sens où le fait de prendre la vie de quelqu'un est considéré comme négatif.[réf. nécessaire]
D'un point de vue bouddhiste, ce que nous faisons ou ne faisons pas n'est pas le seul critère qui détermine si un acte est « bon », « mauvais » ou « très mauvais ». Le critère essentiel est la motivation qui sous-tend l'acte et ici, « se tuer, c'est tuer les divinités qui sont l'essence du corps. La motivation qui pousse à se tuer et donc à tuer ses propres divinités, est plus grave, karmiquement, que la motivation qui conduit à tuer une autre personne. » Selon la théorie du karma, quoi que nous fassions, nos actes auront des conséquences. Rien ni personne ne prend la décision de nous récompenser ou de nous punir. C'est la force de l'action elle-même qui détermine le résultat. D'après les principes d'interdépendance et du karma, notre mort est suivie d'une renaissance dans la vie suivante.

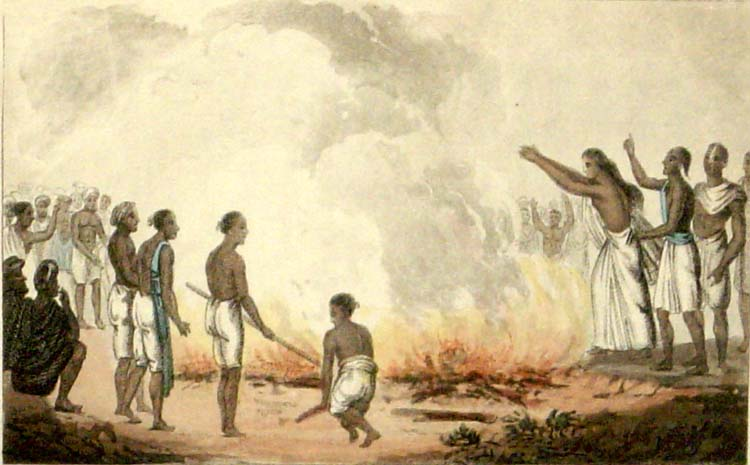
La satî (« vertueuse », fidèle jusque dans la mort), Inde (gravure britannique des années 1820).

Le suicide est perçu assez différemment selon les cultures ; si dans les sociétés occidentales, il a longtemps été considéré comme immoral et déshonorant, il est dans d'autres sociétés justement le moyen de recouvrer un honneur perdu. En Asie, il existe des formes de suicides ritualisées comme les jauhâr et satî indiens. Le seppuku japonais, quant à lui, est un suicide vu comme une issue honorable face à certaines situations perçues comme trop honteuses ou sans espoir : communément appelé hara-kiri, il caractérisait le code de conduite des samouraïs qui, par honneur et respect du Bushido, se tuaient pour ne pas être faits prisonniers ou pour restituer l'honneur de leur famille ou de leur clan, à la suite d'une faute. Une étude menée dans 26 pays de tradition judéo-chrétienne a révélé que plus les femmes et les personnes âgées étaient religieuses, moins elles se suicidaient.

## Points de vue philosophiques sur le suicide
Le suicide est vu bien différemment selon les courants philosophiques qui l'évoquent.
Dans l’Antiquité grecque et romaine, presque toutes les écoles philosophiques se sont posé la question de la légitimité ou non du suicide. Quelques heures avant de boire la ciguë, Socrate est invité à dire « sous quel rapport on peut bien nier que ce soit chose permise de se donner à soi-même la mort. » Dans le Phédon, en effet, Platon affirme que les hommes, ici-bas, sont sous la garde des dieux : « Une sorte de garderie, voilà notre séjour à nous, les hommes, et le devoir est de ne pas s'en libérer soi-même ni s’en évader. Nous sommes une partie de la propriété des dieux ». La mythologie grecque illustrait cet argument, puisque la mort relevait de la décision des Moires qui coupaient le fil de la vie. Platon comme Philolaos de Crotone, le philosophe de la tradition pythagoricienne, estime que se suicider, c'est donc aller contre la volonté des dieux. Le représentant de l’école néo-platonicienne, Plotin a rédigé une courte prédication destinée à empêcher le suicide, et intitulée Du suicide raisonnable (Περί εὐλόγου ἐξαγωγῆς / perí eulógou exagôgễs). Elle emprunte presque tous ses traits à la prédication morale populaire contre le suicide, telle qu’on la trouve chez Épictète. Malgré quelques idées vraisemblablement d’origine pythagoricienne, ce court texte développe deux arguments du stoïcisme qui répondent aussi à des préoccupations d’Épictète : il faut attendre la dissolution naturelle des liens du corps et de l’âme ; et le temps de la mort est fixé par le destin. Deux arguments revêtent une valeur morale : il faut vivre pour progresser moralement ; et le suicide est le résultat des passions : « On fait violence au corps pour le détacher de l’âme ; ce n’est plus lui qui laisse l’âme partir. C’est la passion qui fait rompre ces liens ; c’est l’ennui, le chagrin ou la colère ; il ne faut pas agir ainsi ». En acceptant même de supporter la folie plutôt que de lui échapper par le suicide, Plotin choisit une position contraire à celle généralement admise par les Stoïciens comme Marc Aurèle,.
Dans ses Leçons de Philosophie enseignées dans les temps troublés des années 1933-1934, la philosophe Simone Weil établit une typologie des différents cas de suicides. Selon qu'ils sont accomplis par « désespoir », par « conscience », ou bien par « honneur ou dévouement », ils ne revêtent ni le même sens ni le même aspect condamnable. Le suicide par désespoir qui a l’injustice ou le malheur pour cause, est condamnable car « on nie absolument la valeur de la vie ». Le suicide par conscience n’est pas condamnable : c’est par exemple « refuser de prêter faux témoignage quand on y est contraint sous peine de mort », ou encore « consentir à se tuer quand on sent que la vie va vous entraîner à faire de vous un assassin (antifascistes allemands) ». Enfin, le suicide par honneur ou dévouement consiste à mourir à la place d’un autre jugé plus important que soi, ou « pour un être collectif : patrie, église ». Mais quel que soit le cas, tout consentement à la mort doit néanmoins, pour Simone Weil, s’exécuter avec regret.
Pour Jean-Jacques Delfour, le suicidant ne peut pas vouloir mourir, puisqu'il ignore ce qu'est la mort, dans le sens où il n'en a pas l'expérience. Le suicide, pour lui, est uniquement une manière de mettre fin à une souffrance. Cependant, s'ils mettent fin à leur souffrance, ils mettent aussi fin à la suppression de cette souffrance et donc n'en bénéficient pas ; et la liberté que l'on a sur sa vie, le pouvoir de se tuer, disparaît avec la vie elle-même, on n'a donc pas l'occasion d'en jouir. Pour lui, il n'y a donc pas à proprement parler de suicide, mais une agression du corps pour laquelle rien n'est venu interrompre le processus mortel.

## Personnalités mortes par suicide

### Suicide chez l'animal

#### Chez les canidés
De nombreux témoignages relatent des chiens qui se laissent mourir après la mort et l'enterrement de leurs maîtres et maîtresses. Cependant, les spécialistes du comportement animal préfèrent considérer que les suicides d'animaux comme les chiens s'expliquent plutôt en raison de contraintes environnementales que par un réel désir de se donner la mort. Le terme de « suicide passif », donc « non délibéré », est donc le plus acceptable pour décrire ce type de comportement, et il reste assez éloigné du comportement actif et volontairement réfléchi de l'être humain.

#### Chez les cétacés

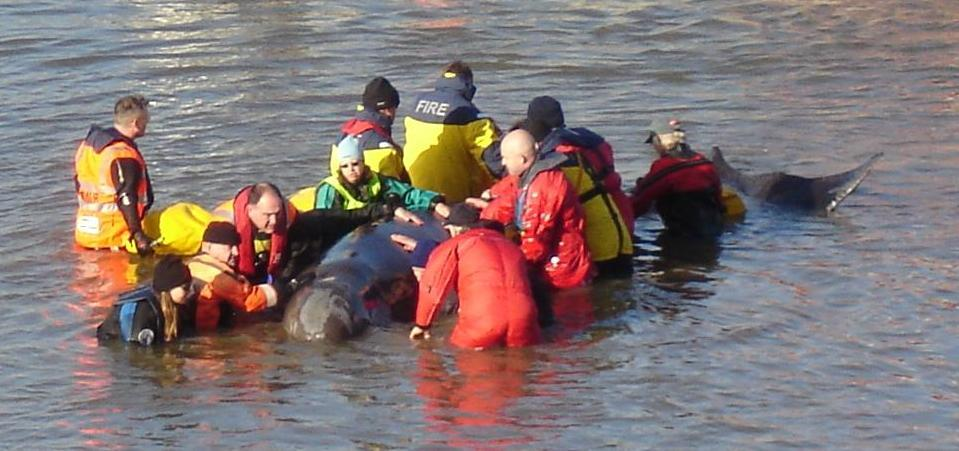
Tentative de sauvetage d'une baleine, dans la Tamise, à Londres.

Il arrive assez fréquemment que sur certains rivages, des cétacés (baleines, dauphins) viennent s’échouer. Certains d'entre eux peuvent même aller jusqu'à résister à l'action des sauveteurs tentant de les repousser vers le large pour leur éviter ainsi une mort certaine.
De nombreuses études scientifiques, notamment dans le monde anglo-saxon ont été lancées sans pouvoir donner de réponse définitive, sinon que ces types d'animaux, intelligents et grégaires restent parfaitement capables de ressentir des émotions jusqu'à l'empathie.
Un biologiste attaché à l'Oxford Brookes University (John Runions), chroniqueur scientifique pour la télévision, évoque les méthodes de chasse en eau peu profonde des baleines-pilotes pour expliquer ce phénomène d'échouage.
Une professeure en anthropologie (Barbara J. King) auteur d'un ouvrage dénommé « Comment les animaux pleurent », explique dans le journal américain Miami Herald que les liens sociaux sont tellement forts entre certains cétacés que les autres membres du groupe « refusent d'abandonner leurs compagnons mourants », même si eux-mêmes sont en parfaite santé. Il pourrait s'agir dans ce cas d'une assistance poussée à l'extrême et motivée par la mort d'un des leurs.

#### Chez les primates

##### Le tarsier

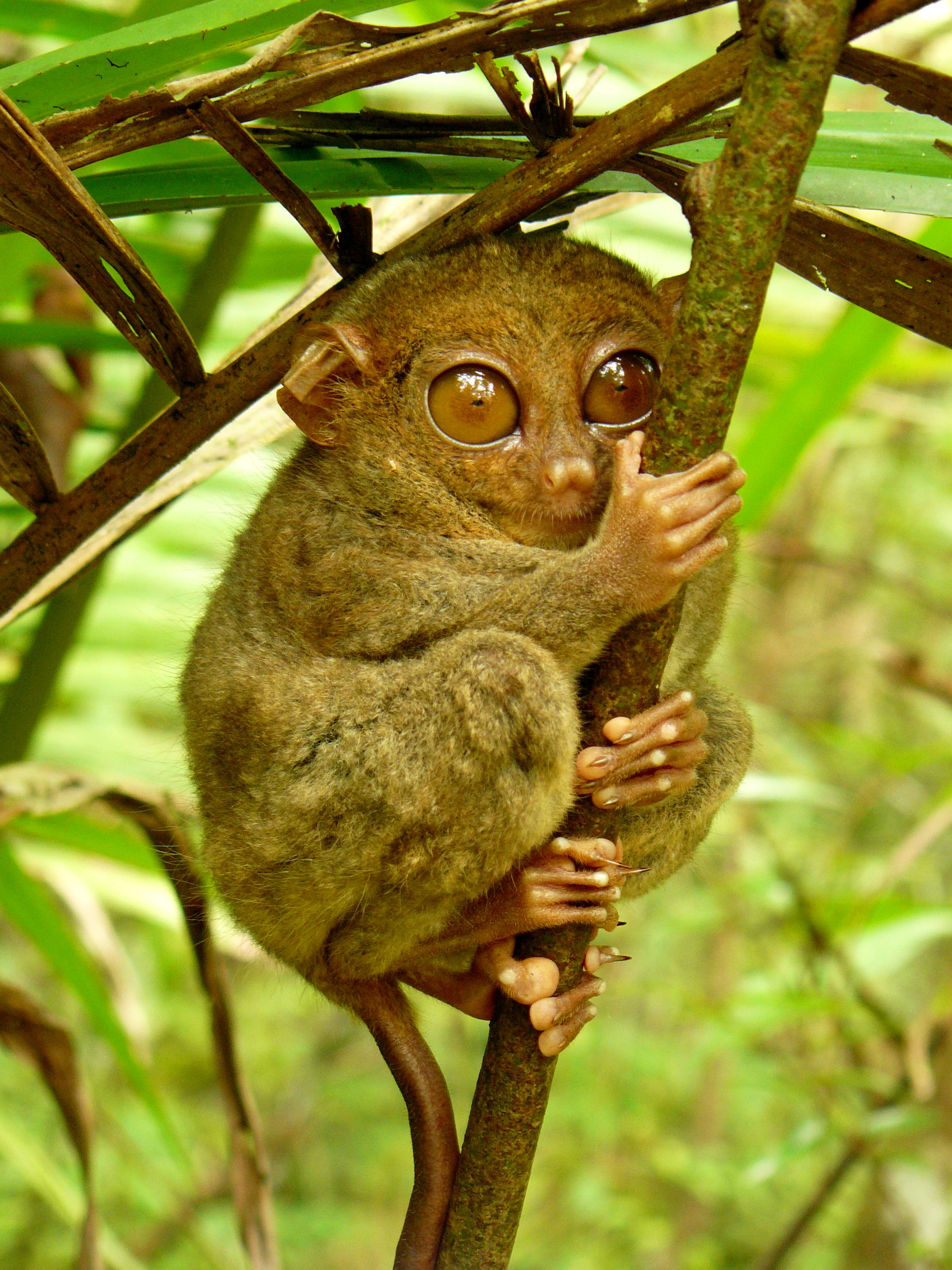
Tarsier des Philippines.

Le tarsier des Philippines, l'un des plus petits primates au monde ne supporte pas la captivité, notamment quand il est enfermé dans une cage. Selon Carlito Pizarras, conservateur au sanctuaire pour tarsiers de Corella, situé sur l'île de Bohol, la plupart de ces primates stressés par leur enfermement, s'arrêtent de respirer et se donnent ainsi volontairement la mort.
Le gouvernement des Philippines a adopté une loi pour tenter d'assurer la survie de ce petit animal vivant uniquement dans ce secteur de l'archipel.

#### Chez les lemmings
En 1955, un illustrateur des Studios Disney, Carl Barks, dessina une bande dessinée d'Uncle Scrooge (Oncle Picsou), intitulée The Lemming with the Locket (la course au lemming en français). Cette bande dessinée, elle-même inspirée d'un article de l’American Mercury paru en 1953, montre des lemmings se jetant en masse d'une falaise en Norvège.
Cependant, cette « vision » ne repose sur aucune réalité scientifique, même si cet argument est souvent repris dans des films, des reportages ou des articles à vocation non scientifique, mais de pure invention due au phénomène migratoire très particulier de ces petits rongeurs. Il s'agit là d'un cas de légende urbaine.